# The Brian Jonestown Massacre
A The Brian Jonestown Massacre amerikai együttes, amelyet Anton Newcombe alapított 1990-ben, San Franciscóban.
A 2004-es Dig! című dokumentumfilm a együttesről szól. A média figyelmét is felkeltették, főleg Newcombe viselkedése miatt. A zenekar 18 stúdióalbumot, öt válogatáslemezt, öt koncertalbumot, 13 EP-t és 18 kislemezt adott ki.
Nevük a Rolling Stones alapítójának, Brian Jones-nak és a jonestowni mészárlásnak az összevonása.
Zenéjük a pszichedelikus rock, garázsrock, shoegaze, neo-psychedelia, folk rock, blues rock és country rock műfajokba sorolható.

## Tagok
Az együttes felállása hullámzó volt, a 2022-es világ körüli turnén a következő tagok szerepeltek:
- Anton Newcombe - ének, gitár (1990)
- Ricky Maymi – gitár  (1990–1993, 2003–)
- Hákon Aðalsteinsson - gitár (2018-)
- Collin Hegna – basszusgitár (2004–2018, 2022)
- Ryan Van Kriedt - billentyűk, gitár (2015–)
- Uri Rennert - dob (2022)
- Joel Gion – tamburin (1994–1999, 2001, 2004–2022)

## Diszkográfia
- Methodrone (1995)
- Spacegirl and Other Favorites (1995)
- Take It from the Man! (1996)
- Their Satanic Majesties' Second Request (1996)
- Thank God for Mental Illness (1996)
- Give It Back! (1997)
- Strung Out in Heaven (1998)
- Bravery Repetition and Noise (2001)
- ...And This Is Our Music (2003)
- My Bloody Underground (2008)
- Who Killed Sgt. Pepper? (2010)
- Aufheben (2012)
- Revelation (2014)
- Musique de Film Imaginé (2015)
- Mini Album Thingy Wingy (2015)
- Third World Pyramid (2016)
- Don't Get Lost (2017)
- Something Else (2018)
- The Brian Jonestown Massacre (2019)
- Fire Doesn't Grow on Trees (2022)
- The Future Is Your Past (2023)